# Pozuelo del Páramo (kommunhuvudort)
Pozuelo del Páramo är en kommunhuvudort i Spanien.   Den ligger i provinsen Provincia de León och regionen Kastilien och Leon, i den nordvästra delen av landet, 260 km nordväst om huvudstaden Madrid. Pozuelo del Páramo ligger 756 meter över havet och antalet invånare är 537.
Terrängen runt Pozuelo del Páramo är platt. Runt Pozuelo del Páramo är det glesbefolkat, med 11 invånare per kvadratkilometer. Närmaste större samhälle är La Bañeza, 17,9 km nordväst om Pozuelo del Páramo. Trakten runt Pozuelo del Páramo består till största delen av jordbruksmark.